# Klaas Leyen
Klaas Leyen (Beverwijk, 28 mei 1941 - aldaar, 4 april 2022) was een Nederlands muziekproducent en zanger. Hij produceerde voor artiesten als The Cats, The Buffoons, Maddog, Unit Gloria, Mieke Telkamp, Imca Marina, Johnny Jordaan en Reinhard Mey. Als producent van The Cats wordt hij mede verantwoordelijk gehouden voor de ontwikkeling van de Palingsound. Daarnaast was hij van 1969 tot 1971 zanger in het duo Klaas & Peter samen met Peter Schoonhoven - singer-songwriter en verder lid van De Broekies en Fresh Air -. 

## Biografie
Leyen begon op 1 januari 1960 als geluid- en opnametechnicus bij het platenlabel Bovema (sinds 1967 EMI), was talentschout en verder producer van de elpees van een groot aantal artiesten, zoals Next One,  The Buffoons, Maddog, Unit Gloria, Mieke Telkamp, Johnny Jordaan, Pim Koopman, Imca Marina, Reinhard Mey, Stef Meeder, Ben Webster en Ben Rondhuis (Beste Bill). Hij werkte voor EMI tot 1 januari 1980.
Sinds The Cats in 1966 het label Durlaphone verruilden voor Bovema, produceerde hij tien albums voor deze band waarvan er zeven goud behaalden. Samen met arrangeur Wim Jongbloed en The Cats is hij medeverantwoordelijk voor de ontwikkeling van de Palingsound.
In 1974, toen het eerste uit twee albums van The Cats door de Amerikaanse producer Al Capps werd geproduceerd, was hij net als The Cats aanwezig in de VS. Het dagboek dat hij tijdens dit bezoek bijhield vormt een rode draad in het boek Lost on Larrabee uit 2014 dat die reis als hoofdthema heeft.
Het duo Klaas & Peter bracht vanaf 1969 een tiental smartlappen op single uit, waaronder in 1971 het nummer Huilen is voor jou te laat, een bewerking van het lied 'Ard die heeft de wereldcup', maar met een aangepaste tekst. Hetzelfde jaar volgden nog twee singles in samenwerking met de blaaskapel De Schuimkoppen, waarna het duo werd ontbonden.
Leyen overleed op 4 april 2022 in het Rode Kruis Ziekenhuis in Beverwijk.